# Тренгану
Теренггану, колишня вимова Тренгану (малай. Terengganu Darul Iman, джаві:ترڠڬانو دار الإي) — один із федеральних штатів Малайзії. Адміністративний центр — місто Куала-Теренггану. Теренггану поділений на 7 районів. Штат являє собою спадкову монархію — султанат. Глава штату — Султан Мізан Зайнал Абідін.

## Історія
Територія султанату Тренгану входила в імперії Шривіджайя і Маджапахіт. Як самостійний султанат Теренггану виник в 1724 році. На початку 19 ст. султанат опинився під васальною залежністю від королівства Сіам і щорічно виплачував їм данину. Але під владою Сіаму Теренггану процвітав і цей період також зазначений про власний васальний контроль султанату над королівством Бесуд Дарул Іман. Після укладання Англо-Сіамського договору у 1909 році султанат увійшов до складу Стрейс-Сетлименте під британським протекторатом. Під час Другої світової війни (у 1941 році) був зайнятий японськими військами і переданий ними під управління Таїланду. У 1945 — знову під британським управлінням. У 1948 році Тренгану входить в Малайську Федерацію, а в 1957 — до складу незалежної Малайзії.

## Географія
Теренггану розташований на північному сході Малайського півострова, біля кордону з Таїландом (на півночі). На південному заході Теренггану має адміністративний кордон з малайзійським штатом Паханг, на півночі і північному заході — зі штатом Келантан. На сході узбережжя Теренггану омивається водами Сіамської затоки (протяжність узбережжя становить 225 км). У Сіамській затоці лежать приналежні Теренггану Перхентійські острови і острів Реданг, центри міжнародного морського туризму.

## Економіка
Теренггану раніше був найбіднішим штатом Малайзії, але не так давно поблизу узбережжя була виявлена нафта і природний газ. Тому найрозвиненішою галуззю місцевої економіки є видобуток і переробка нафти та видобуток газу. Є величезні нафтохімічні комплекси поблизу поселень Пака і Кертех.
У сільському господарстві традиційно вирощуються банани, рамбутан, кавуни і дуріан, розвинене рисівництво. Велике значення також мають рибальство та індустрія туризму.
Теренггану традиційно славиться суднобудуванням, багато прикрашеними різьбленими дерев'яними човнами, які називають банґау (bangau) — ще не так давно їх можна було знайти в гавані кожного села і міста.

## Адміністративний поділ
| № | Район (укр.)     | Район (ориг.)    | Площа, км² | Населення, чол. (2006) |
| - | ---------------- | ---------------- | ---------- | ---------------------- |
| 1 | Бесут            | Besut            | 1 233      | 145 324                |
| 2 | Дунгун           | Dungun           | 2 736      | 159 996                |
| 3 | Хулу Теренггану  | Hulu Terengganu  | 3 874      | 73 912                 |
| 4 | Кемаман          | Kemaman          | 2 536      | 174 876                |
| 5 | Куала Теренггану | Kuala Terengganu | 605        | 361 801                |
| 6 | Маранг           | Marang           | 667        | 102 470                |
| 7 | Сетіу            | Setiu            | 1 304      | 61 907                 |